# Biệt cách dù Việt Nam Cộng hòa
Liên đoàn 81 Biệt cách Nhảy dù (tiếng Anh: 81st Airborne Commando Battalion, 81st ACB) - thường được gọi tắt là Biệt cách Dù (BCND / BCD) - là một binh chủng đặc biệt, đồng thời là một trong bốn lực lượng tổng trừ bị của Quân lực Việt Nam Cộng hòa (ba lực lượng còn lại là Nhảy dù, Biệt động quân và Thủy quân lục chiến). Bộ chỉ huy liên đoàn trực thuộc Bộ Tổng tham mưu, cùng với sự hỗ trợ đắc lực của Nha Kỹ thuật. Nhiệm vụ của Biệt cách dù là nhảy toán, hành quân bí mật vào vùng kiểm soát của đối phương, thu thập tin tức tình báo, phá hoại cơ sở hậu cần của quân địch và cũng sẵn sàng tham chiến khi tình hình chiến sự yêu cầu. Biệt Cách Dù cũng được sử dụng để truy lùng và tiêu diệt lực lượng đặc công đối phương trong một số trận đánh. Binh chủng được thành lập kể từ khi Mặt trận Giải phóng miền Nam Việt Nam ra đời do sự sếp đặt của Việt Nam Dân chủ Cộng hòa. Trong chiến tranh ngoài những nhiệm vụ thu thập tình báo được chính thức công khai, đơn vị còn thực hiện những phi vụ bí mật do Tổng thống Việt Nam Cộng hòa và Bộ Tổng tham mưu trực tiếp chỉ đạo và điều thành. Biệt cách dù cũng là đơn vị cuối cùng buông súng trong Sự kiện 30 tháng 4 năm 1975 tại Bộ Tổng tham mưu Quân lực Việt Nam Cộng hòa.
- Hiệu ca: Biệt cách Dù 81 hành khúc.
- Đặc trưng: Mũ Beret xanh lục và Phù hiệu Cọp Bay.
- Thánh tổ: Khâm sai Đại thần Nguyễn Tri Phương.

## Lịch sử hình thành
Từ năm 1960, chính phủ Mỹ cho phép mở rộng chương trình bí mật chống lại những nỗ lực chiến tranh của những người Cộng sản Việt Nam trong vùng Đông Nam Á. Tại Nam Việt Nam, Liên đoàn Quan sát số 1 thuộc Sở Liên lạc được thành lập. Bên cạnh các hoạt động nhảy dù xuống miền Bắc làm nhiệm vụ tình báo, biệt kích chống các hoạt động của Mặt trận Giải phóng, Liên đoàn Quan sát số 1 còn tổ chức các toán Biệt kích giả thường dân xâm nhập vào phía nam Lào, tìm kiếm và tấn công các tuyến đường giao liên do phía Quân đội Nhân dân tổ chức.
Để áp dụng chương trình bên Lào, Ban Nghiên cứu Hỗn hợp (Combined Studies Division – CSD) được thành lập, đặc trách về chương trình Phòng vệ Dân sự (Civil Defense), hoạt động dưới quyền chỉ đạo của phân bộ CIA tại Sài Gòn, đặt dưới quyền chỉ huy của Đại tá Gilbert Layton (phía Mỹ) và Thiếu tá Trần Khắc Kính(phía Việt Nam Cộng hòa). Một chương trình hoạt động có mật danh là Lei Yu, sau đổi thành Typhoone (tiếng Anh) hoặc Lôi Vũ (tiếng Việt), được xây dựng. Có cả thảy 15 toán Biệt kích, mỗi toán 14 người, rút từ các toán Biệt kích có sẵn trong Liên đoàn Quan sát số 1, được tổ chức, được đánh số từ 1 đến 15 tập họp trong trại Typhoon-Lôi Vũ (gần trường Sĩ quan Trừ bị Thủ Đức), chuẩn bị thực hiện nhiệm vụ.
Bên cạnh đó, CSD cũng tổ chức một Lực lượng Xung kích, nhằm cơ động tấn công các mục tiêu do các toán Biệt kích chỉ điểm, hỗ trợ, ứng cứu cho các toán biệt kích khi bị đối phương uy hiếp nghiêm trọng. Theo đó phía Việt Nam Cộng hòa, tuyển mộ các Quân nhân người Thái trong Sư đoàn 22 Bộ binh đưa về Thủ Đức để huấn luyện nhảy dù, biệt kích, thành lập Đại đội 1 Biệt kích dù, do Đại úy Lương Văn Hơi làm chỉ huy. Liên tiếp sau đó, Đại đội 2 Biệt kích dù cũng được thành lập, gồm các quân nhân người Nùng tuyển mộ trong Sư đoàn 5 Bộ binh, do Trung úy Voòng Chay Mênh làm chỉ huy. Đây chính là những đơn vị đầu tiên của Lực lượng Biệt cách Dù.
Sau khi được huấn luyện và tổ chức, hai Đại đội Biệt kích dù được không vận lên Kontum, sau đó di chuyển bằng xe đến một Tiền đồn gần làng Ben Het. Sau đó, hai toán Biệt cách Dù được giao nhiệm vụ đi toán các toán Biệt kích Lôi Vũ (gồm các toán 1, 2, 3, 6, 7, 8) về căn cứ Ben Het an toàn. Đây được xem là cuộc hành quân đầu tiên của Lực lượng Biệt cách Dù.
Được xem là thành công, thêm 2 Đại đội Biệt kích Dù được thành lập. Đại đội 3 hình thành từ các quân nhân được tuyển mộ gốc từ Lữ đoàn Nhảy Dù và Đại đội 4 hình thành từ các quân tình nguyên mà đa số là người Công giáo qua sự giới thiệu của Linh mục Mai Ngọc Khuê.
Đầu năm 1963, Sở Liên lạc (bấy giờ mang tên Sở Khai thác Địa hình) được đổi tên thành Lực lượng đặc biệt Việt Nam Cộng hòa, do Đại tá Lê Quang Tung làm Chỉ huy trưởng. Bênh cạnh các toán Biệt kích nhảy Bắc, các toán Thám báo đường mòn và căn cứ đối phương, các đơn vị chiến đấu của Lực lượng Đặc biệt gồm 2 Liên đoàn Biệt kích 77 và 31, 5 Đại đội Biệt kích Dù.

### Tiểu đoàn Biệt cách Dù và Trung tâm Hành quân Delta
Sau đảo chính 1963, Lực lượng Đặc biệt nhiều lần tổ chức lại. Phòng 45 đặc trách các toàn Biệt kích nhảy Bắc được tách ra. Giữa năm 1965, các Liên đoàn được giải tán, cơ cấu chỉ huy Lực lượng Đặc biệt được tổ chức theo cơ cấu tương tự như của Biệt kích Hoa Kỳ để dễ phối hợp hoạt động, chỉ huy các toán Biệt kích hoạt động trong nội địa (khác với các toán biệt kích Lôi Hổ hoạt động ngoại biên) trên cả bốn vùng chiến thuật. Riêng các Đại đội Biệt kích Dù Biệt lập được kết hợp thành Tiểu đoàn 81 Biệt cách Dù, vẫn chịu sự chỉ huy của Lực lượng Đặc biệt, vẫn giữ vai trò xung kích, ứng cứu cho các toán Biệt kích nội địa.
Bên cạnh đó, vai trò chỉ hoạt động biệt kích của Hoa Kỳ và Đồng minh tại Đông Nam Á có thay đổi do bàn giao giữa CIA và MACV. Để phối hợp các hoạt động biệt kích trên vùng lãnh thổ Nam Việt Nam, tháng 6 năm 1965, MACVSOG, cơ quan đặc trách của MACV về hoạt động đặc biệt, đã tổ chức Trung tâm Hành quân Delta, mật danh B52, chịu trách nhiệm phối hợp với Lực lượng đặc biệt Việt Nam Cộng hòa chỉ huy các hoạt động thám báo và phá hoại. Theo đó, các toán Biệt kích Delta hỗn hợp Việt-Mỹ, do các quân nhân Mỹ làm trưởng toán, ăn mặc và trang bị giống Quân Giải phóng miền Nam, sẽ thâm nhập vào đường mòn Hồ Chí Minh và các vùng căn cứ do đối phương kiểm soát trên lãnh thổ miền Nam Việt Nam để xác định vị trí đóng quân của đối phương, thu thập tin tức tình báo chiến lược, giám sát kết quả oanh kích của Không quân Mỹ, tập kích, phá hoại các sơ sở hậu cần của Quân Giải phóng miền Nam.. Tiểu đoàn 91 Biệt cách Dù là đơn vị phối hợp làm lực lượng xung kích ứng cứu cho Trung tâm Hành quân Delta. Năm 1968, Tiểu đoàn 91 được đổi tên thành Tiểu đoàn 81 Biệt cách Dù.

### Liên đoàn Biệt cách Dù
Tháng 6 năm 1970, MACV chấm dứt hoạt động của Trung tâm Hành quân Delta và rút các quân nhân Mỹ về nước. Tháng 8 năm 1970, Lực lượng Đặc biệt cũng bị giải tán vì đã hết nhiệm vụ nhảy Bắc, nhảy Lào và đổ bộ biển. Các quân nhân Lực lượng Đặc biệt đều được phân tán về các binh chủng khác trong Quân đội. Nhiều nhất là chuyển qua Biệt động quân và Nha Kỹ thuật. Riêng bộ phận chỉ huy phía Việt Nam Cộng hòa của Trung tâm Hành quân Delta và Tiểu đoàn 81 Biệt cách Dù được tổ chức lại, sáp nhập thành Liên đoàn 81 Biệt cách Dù, được đặt thành một Lực lượng Tổng Trừ bị của Bộ Tổng Tham mưu. Liên đoàn được hưởng các huy chương của Lực lượng Đặc biệt, được phép đội mũ xanh và mang phù hiệu Lực lượng Đặc biệt và được mang dây Biểu chương màu đỏ Bảo quốc Huân chương.
Khi mới thành lập, quân số của Liên đoàn chỉ khoảng 900 người. Về sau, Liên đoàn được mở rộng cấp số, có tổ chức gồm: 1 Bộ chỉ huy Liên đoàn, 1 Đại đội Chỉ huy Yểm trợ và 3 Bộ chỉ huy Chiến thuật. Tổ chức này khác xa với bộ binh hoặc TQLC. Mỗi Bộ chỉ huy có 4 Biệt đội, mỗi Biệt đội có 200 quân nhân. Tổng quân số của Liên đoàn lên đến 3.000 binh sĩ.

Phù hiệu Cọp Bay

### Những trận đánh lớn
Mặc dù được đào tạo cho những công tác đặc biệt xâm nhập vào hậu phương của địch, tuy nhiên khi tình hình chiến sự trở nên nguy cấp như trong Chiến dịch Mậu Thân 1968 hay Mùa Hè Đỏ Lửa 1972 Bộ Tổng tham mưu đã sử dụng Biệt cách nhảy dù như là một lực lượng tăng viện, tiếp cứu và thanh toán chiến trường. Biệt cách dù được huấn luyện để tác chiến đơn độc, quen với việc ngụy trang thành binh lính đối phương từ vũ khí, quân trang cũng như thói quen sinh hoạt.
- Trận An Lộc 1972: Một trận đánh ác liệt trong Mùa Hè Đỏ Lửa. Liên đoàn 81 Biệt cách nhảy dù đã quần thảo quyết liệt với Lữ đoàn đặc công 429 của Quân giải phóng khiến cho lực lượng cả hai bên bị thiệt hại rất nhiều. Những người lính còn sống phải lập một nghĩa trang tại chỗ để chôn tử sĩ. Chính lực lượng biệt cách dù này đã truy tìm và tiêu diệt đặc công xâm nhập vào bên trong nội đô An Lộc.
- Trận Thành Cổ Quảng Trị: Do thiệt hại lớn từ trận An Lộc, lực lượng BCND không thể huấn luyện tân binh tốt bằng lứa binh sĩ trước, song vẫn đến tham chiến tại Quảng Trị vào nửa cuối tháng 7 với vai trò là đơn vị dự bị chiến lược đằng sau sư Dù. Khi thời hạn tái chiếm thành cổ sắp hết, tướng Lê Quang Lưỡng tung BCND vào thành cổ, đối chọi trực tiếp với bộ binh chủ lực của Trung đoàn 48 của quân Miền Bắc, song đã bị đẩy lùi. BCND tiếp tục chịu tổn thất rất lớn về sinh mạng.
- Trận Phước Long 1974: Trong một nỗ lực cuối cùng nhằm cứu Phước Long không bị mất vào tay đối phương, Bộ tổng tham mưu đã tính tới phương án dùng trực thăng đưa Liên đoàn 81 vào trong lòng thị xã với mục đích tạo một vùng đệm nhằm kết hợp với các đơn vị QLVNCH thực hiện chiến thuật “Từ trong đánh ra, từ ngoài đánh vào” nhằm tái chiếm Phước Long. Nhưng do phần lớn tỉnh đã bị quân Giải phóng đánh chiếm, các bãi trực thăng có thể đáp đều đã nằm trong tầm bắn của pháo binh. Sau đợt đổ bộ đầu tiên xuống đồi Đắc Song, 2 đại đội biệt cách dù bị pháo binh Quân Giải phóng miền Nam Việt Nam bắn chặn và bị tổn thất 2 tiểu đội. Ngay lập tức, Bộ tư lệnh Quân đoàn 4 Quân Giải phóng miền Nam Việt Nam điều trung đoàn 16 (đang làm dự bị tuyến 2) chiếm lĩnh bãi đổ quân tại đồi Đắc Song và bên cầu Đắc Lung; dùng một bộ phận lực lượng truy đuổi số quân biệt cách dù đã đổ bộ, làm các đơn vị Biệt kích dù tổn thất thêm một phần ba quân số và buộc họ phải chia thành từng toán nhỏ để liên lạc và hội quân với các lực lượng đang phòng thủ trong thị xã. Tuy nhiên, tình hình đã quá muộn để giải cứu cho Phước Long. Hai phần ba thị xã đã rơi vào tay Quân Giải phóng miền Nam Việt Nam. Khu phòng thủ Phước Long bị thu hẹp tối đa ở Đông Bắc thị xã, chỉ còn lại dinh tỉnh trưởng, khu hành chính tỉnh và khu chợ. Cho nên dù đã rất cố gắng nhưng Biệt kích dù vẫn phải triệt thoái khỏi Phước Long trước khi tỉnh hoàn toàn lọt vào tay đối phương.
- Trận Sài Gòn 1975: Biệt đội 3 chiến thuật gồm khoảng 1.000 lính Biệt cách dù do Thiếu tá Phạm Châu Tài chỉ huy được lệnh bảo vệ Bộ Tổng tham mưu Quân lực Việt Nam Cộng hòa. Trong trận đánh cuối này, sự phản kháng của họ đã làm chậm đà tiến công của bộ đội quân Giải phóng, bắn cháy được 9 xe tăng thiết giáp. Tuy nhiên, do không còn liên lạc được với Bộ Tổng tham mưu cùng với các đơn vị còn lại của Quân đoàn III, cộng với việc Tổng thống Dương Văn Minh đầu hàng, toàn bộ Liên đoàn cũng đã quyết định đầu hàng Quân Giải Phóng.[5]

## Chỉ huy
- Trung tá Phan Văn Huấn[6](sau được thăng cấp Đại tá, chỉ huy từ tháng 8 năm 1970 đến tháng 4 năm 1975).

## Liên kết
- Những ngày cuối cùng của một sắc lính